# Libro de rutas y reinos (Ibn Khordadbeh)

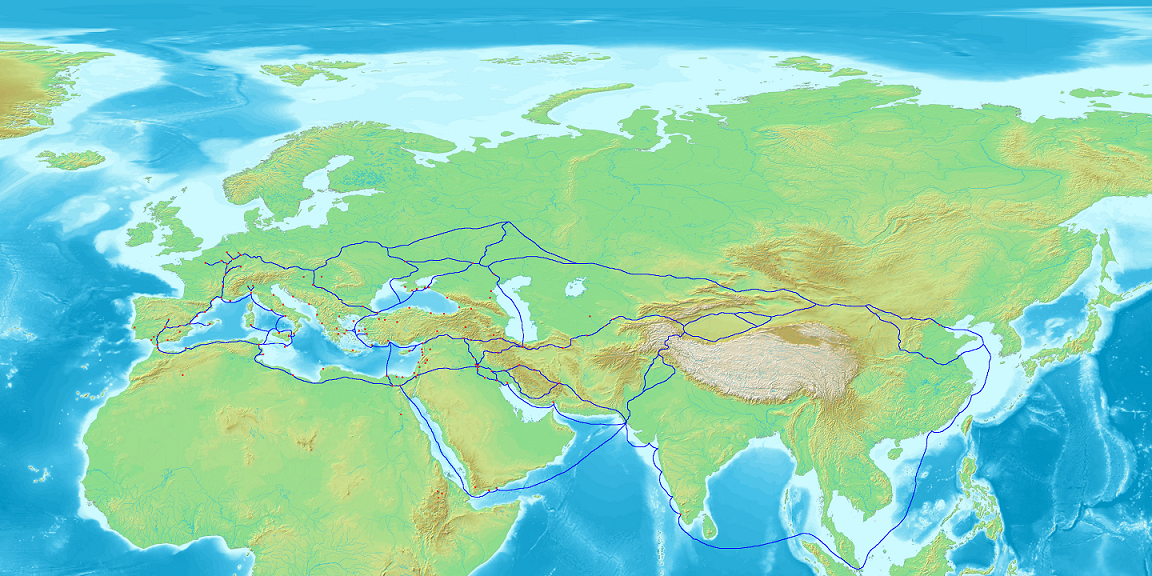
Mapa de Eurasia mostrando la red de comercio de los Radhanitas (hacia 870), tal cual es descrito por ibn Khordadbeh en El Libro de Rutas y Reinos.

El Libro de rutas y reinos (en árabe: كتاب المسالك والممالك, Kitab al-w'al Masalik-Mamalik) es un texto geográfico del siglo IX escrito por el geógrafo persa Ibn Khordadbeh.  El libro describe las principales rutas comerciales del mundo mulsumán de la época y analiza las regiones comerciales distantes como el Japón, Corea y China. Fue escrito alrededor de 870 CE, mientras que su autor era director del correo y de la policía de la provincia de Abasí de Jibal.
El libro describe las rutas comerciales y los pueblos de la civilización islámica. Esta es una de las únicas fuentes que citan a los Radhanitas, los comerciantes judíos.
El libro utiliza en gran medida términos administrativos persas, esto le da un peso considerable a la historia preislámica de Irán, usando el sistema nativo iraní de la división cosmológica del mundo. Estas reflejan "la existencia de fuentes iraníes en el núcleo de la obra".